# Rutjärnen
Rutjärnen är en sjö i Bergs kommun i Härjedalen och ingår i Ljungans huvudavrinningsområde. Sjön har en area på 0,143 kvadratkilometer och ligger 929 meter över havet. Sjön avvattnas av vattendraget Rutjärnbäcken.

## Delavrinningsområde
Rutjärnen ingår i det delavrinningsområde (696756-134105) som SMHI kallar för Utloppet av Rutjärnen. Medelhöjden är 954 meter över havet och ytan är 0,92 kvadratkilometer. Det finns inga avrinningsområden uppströms utan avrinningsområdet är högsta punkten. Rutjärnbäcken som avvattnar avrinningsområdet har biflödesordning 3, vilket innebär att vattnet flödar genom totalt 3 vattendrag innan det når havet efter 338 kilometer. Avrinningsområdet består mestadels av kalfjäll (85 procent). Avrinningsområdet har 0,14 kvadratkilometer vattenytor vilket ger det en sjöprocent på 15,5 procent.